# Hanne Hegh
Hanne Hegh (Oslo, 27 de abril de 1960) é uma ex-handebolista profissional e treinadora norueguesa, medalhista olímpica.
Hanne Hegh fez parte da geração medalha de prata de Seul 1988.